# Ambassadeur des États-Unis en Belgique
Le poste d'ambassadeur des États-Unis en Belgique est créé en 1832, deux ans après l'indépendance de la Belgique, lors de l'établissement des relations diplomatiques avec les États-Unis. Depuis cette date, une longue liste de représentants a représenté les intérêts américains en Belgique. Parmi ces diplomates se trouvaient des hommes et des femmes qui deviendront ministre des Affaires étrangères (Hugh S. Legaré), ministre du Commerce (Charles Sawyer) et président de la Federal Trade Commission (Joseph E. Davies).
Les ambassadeurs en poste en Belgique ont joué un rôle significatif pour maintenir les traditions d’amitiés et de soutien entre les deux nations.  Ces relations furent renforcées quand Brand Whitlock, représentant des États-Unis, alors neutres dans le conflit, travailla sans répit pendant la Première Guerre mondiale pour acheminer de l’aide humanitaire à des millions de Belges menacés par la famine causée par le blocus britannique et l’occupation allemande.  
Les ambassadeurs suivants, dans les périodes plus calmes de l’histoire, travaillèrent avec les Belges pour créer la paix, la stabilité et la sécurité en Europe grâce au plan Marshall, à la fondation de l’OTAN et à des efforts communs avec l’Union européenne. En 1944, lorsque Franklin Delano Roosevelt nomme Charles Sawyer au poste d’ambassadeur auprès de la Belgique, il demande : « Que pourrait-il y avoir de plus intéressant que le carrefour de l’Europe dans les derniers jours de la guerre ? ». Pendant les années 1960, le fils du président Eisenhower, John S.D. Eisenhower, fut l’un de ces ambassadeurs en poste en Belgique.

## Liste des ambassadeurs des États-Unis en Belgique

### Chargés d'affaires des États-Unis en Belgique
- Hugh S. Legaré (1832-1836)
- Virgil Maxcy (1837-1842)
- Henry W. Hilliard (1842-1844)
- Thomas G. Clemson (1844-1851)
- Richard H. Bayard (1851-1853)
- J.J. Seibels (1852-1854)

### Ministres résidents des États-Unis en Belgique
- J.J. Seibels (1854-1856)
- Elisha Y. Fair (1858-1861)
- Henry Shelton Sanford (1861-1869)
- Joseph Russell Jones (1869-1875)
- Ayres Phillips Merrill (1876-1877)
- William C. Goodloe (1878-1880)
- James O. Putnam (1880-1882)
- Nicolas Fish (1882-1885)
- Lambert Tree (1885-1888)

### Envoyés extraordinaires et ministres plénipotentiaires des États-Unis en Belgique
- Lambert Tree (1888)
- John G. Parkhurst (1888-1889)
- Edwin H. Terrell (1889-1893)
- James S. Ewing (1893-1897)
- Bellamy Storer (1897-1899)
- Lawrence Townsend (1899-1905)
- Henry Lane Wilson (1905-1909)
- Charles Page Bryan (1909-1911)
- Larz Anderson (1911-1912)
- Theodore Marburg (1912-1914)
- Brand Whitlock (1914-1919)

### Ambassadeurs des États-Unis en Belgique
- Brand Whitlock (1919-1921)
- Henry P. Fletcher (1922-1924)
- William Phillips (1924-1927)
- Hugh S. Gibson (1927-1933)
- Dave Hennen Morris (1933-1937)
- Hugh S. Gibson (1937-1938)
- Joseph E. Davies (1938-1939)
- John Cudahy (1940)
- Anthony J. Drexel Biddle, Jr. (1941-1943)
- Charles W. Sawyer (1944-1945)
- Alan G. Kirk (1946-1949)
- Robert D. Murphy (1949-1952)
- Myron Melvin Cowen (1952-1953)
- Frederick M. Alger, Jr. (1953-1957)
- John Clifford Folger (1957-1959)
- William A. M. Burden (1959-1961)
- Douglas MacArthur 2nd (1961-1965)
- Ridgway B. Knight (1965-1969)
- John S. D. Eisenhower (1969-1971)
- Robert Strausz-Hupé (1972-1974)
- Leonard Kimball Firestone (1974-1977)
- Anne Cox Chambers (1977-1981)
- Charles H. Price II (1981-1983)
- Geoffrey Swaebe (1983-1988)
- Maynard Wayne Glitman (1988-1991)
- Bruce S. Gelb (1991-1993)
- Alan John Blinken (1993-1998)
- Paul L. Cejas (1998-2001)
- Stephen Brauer (2001-2003)
- Tom C. Korologos (2004-2007)
- Sam Fox (2007-2009)
- Howard Gutman (2009-2013)
- Denise Bauer (2013-2017)
- Ronald J. Gidwitz (2018-2021)
- Nicholas Berliner (chargé d'affaires) (2021-2022)
- Michael M. Adler (2022-2025)
- Tim Richardson (chargé d'affaires) (depuis 2025)

## Source
- Department of State